# Вілла-Сан-Джованні
Вілла-Сан-Джованні (італ. Villa San Giovanni, сиц. Villa San Giuanni) — муніципалітет в Італії, у регіоні Калабрія,  метрополійне місто Реджо-Калабрія‎.
Вілла-Сан-Джованні розташована на відстані близько 490 км на південний схід від Рима, 115 км на південний захід від Катандзаро, 12 км на північ від Реджо-Калабрії.
Населення — 13 813 осіб (2014).

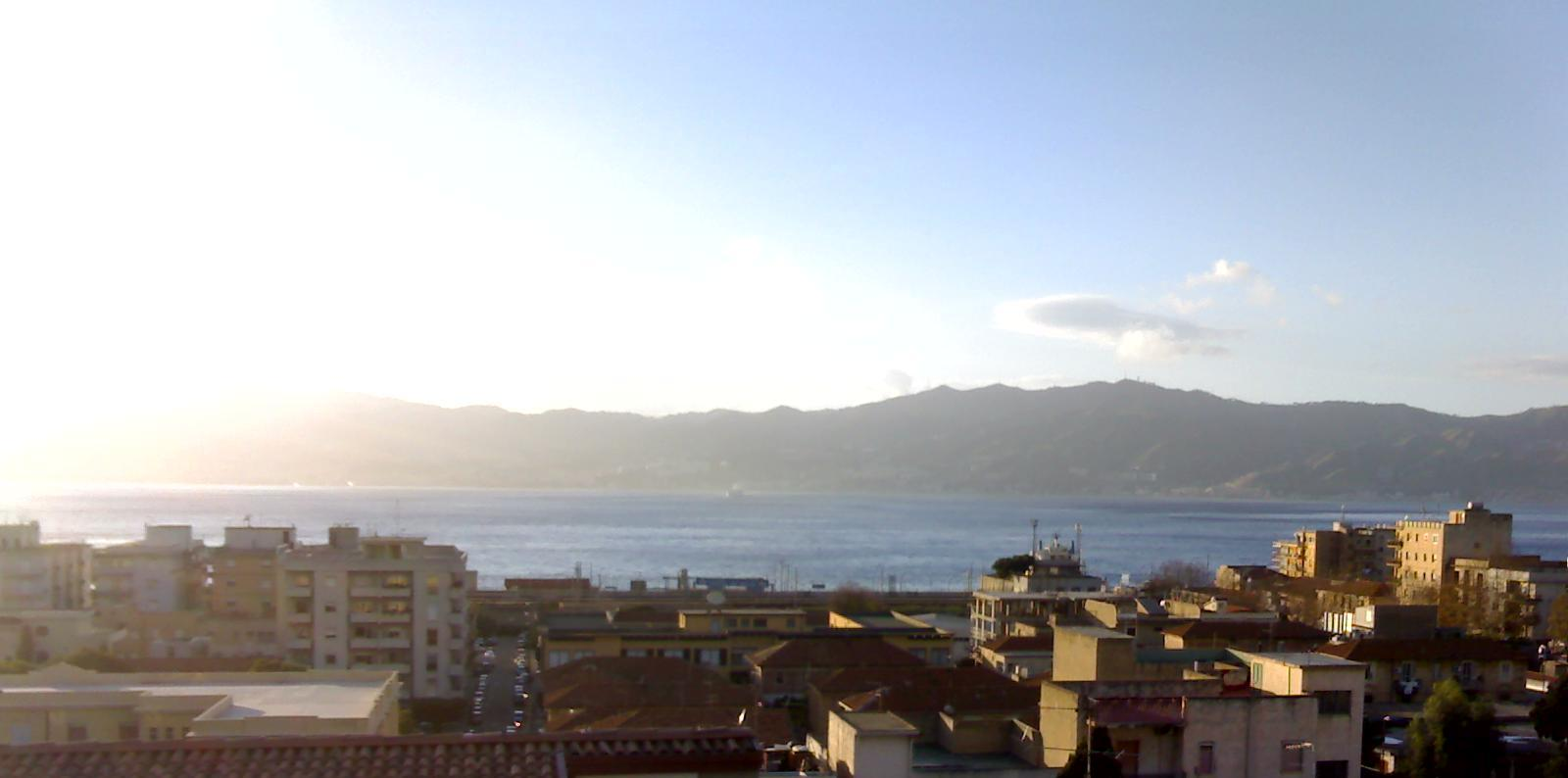

Щорічний фестиваль відбувається 24 червня. Покровитель — святий Іван Хреститель.

## Демографія
Населення за роками:

Станом на 1 січня 2023 року в муніципалітеті офіційно проживало 814 іноземців з 50 країн, серед них 292 громадяни країн Євросоюзу та 38 громадян України.

## Сусідні муніципалітети
- Кампо-Калабро
- Фьюмара
- Реджо-Калабрія
- Шилла

## Галерея зображень

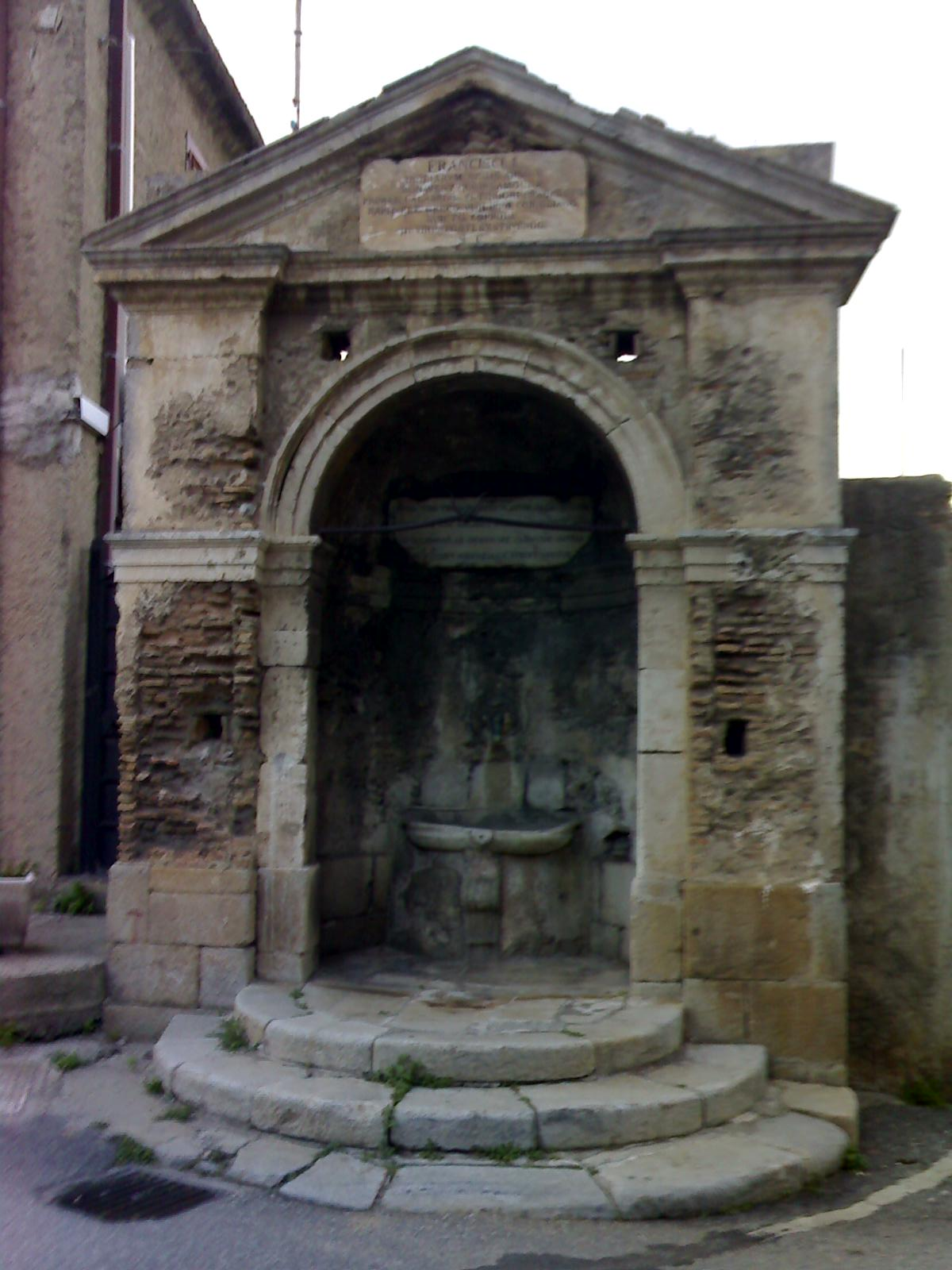
The Old Fountain of Villa San Giovanni
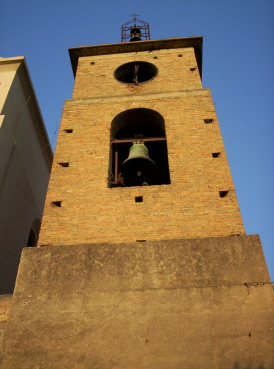
The belltower of the church of San Cosma e Damiano in Villa San Giovanni
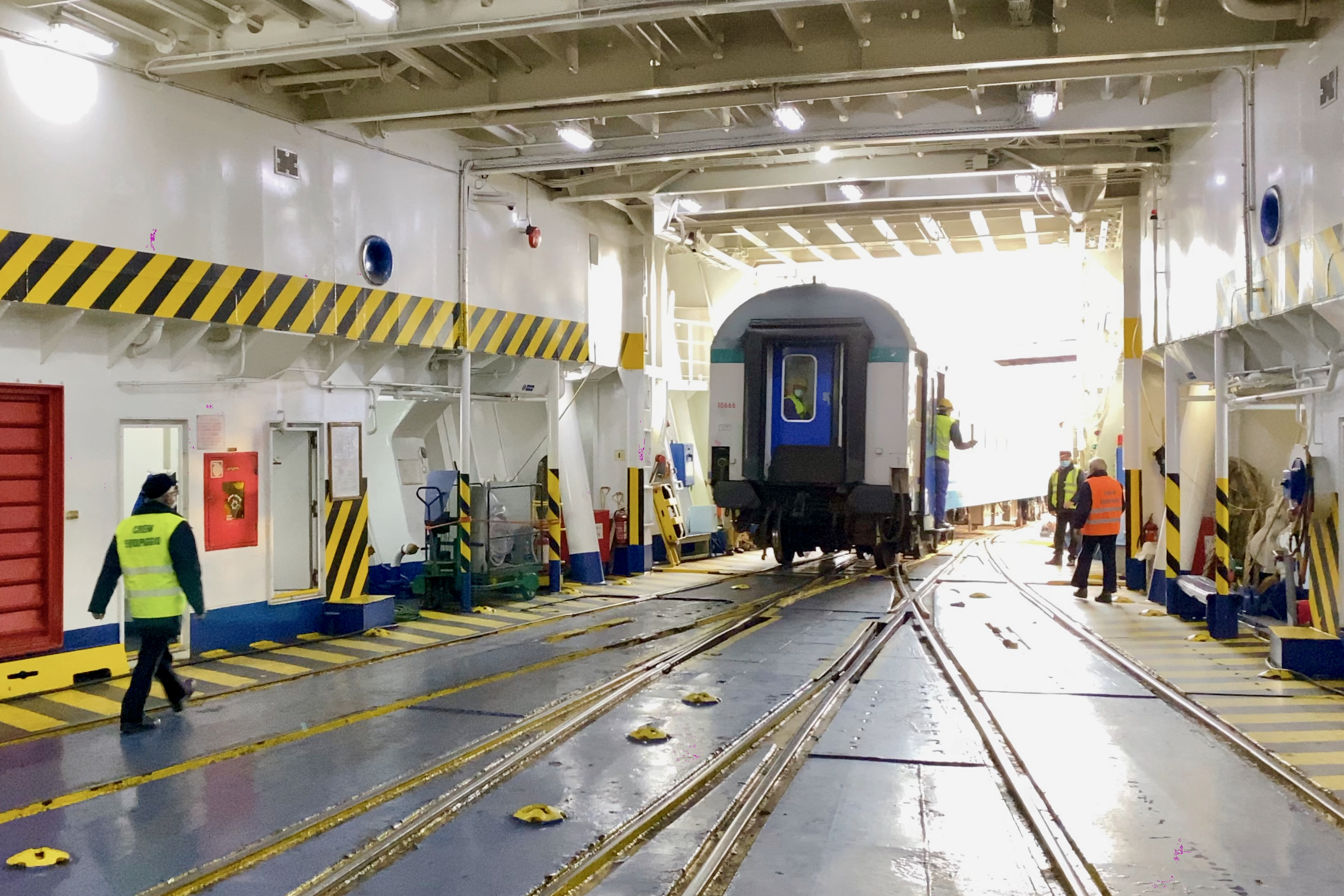
Interior of a roll-on roll-off train ferry in Villa San Giovanni, Italy
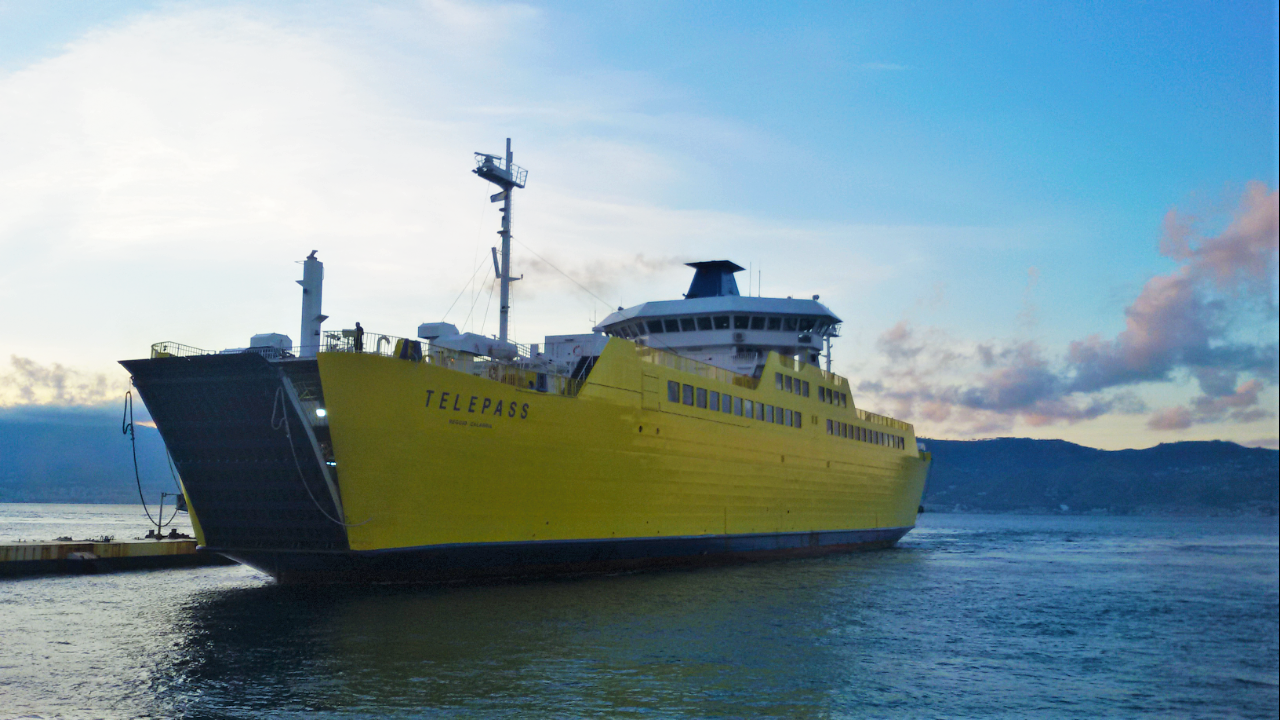
the ferry "Telepass"(інші мови) of the company Caronte and Tourist(інші мови) at Villa San Giovanni